# ナイルパニック
ナイルパニックは2001年に高砂電器産業（後のコナミアミューズメント）が製造、販売したパチスロ機である。シスコンが開発を行っている。

## 特徴
- ビッグボーナス搭載TYPE-C（集中機）である。ビッグボーナスはTYPE-B（JAC-IN2回）であるが、ボーナスゲーム30回とJAC-INシフトにより平均獲得枚数は500枚前後となっている（ただし集中機の仕様上、ビッグボーナス当選＝集中パンクとなるため、当選確率は低い）集中時（パニックタイム）のシングルボーナスとレギュラーボーナスが獲得のメインとなっている。ストックはない。
- 通常時は役抽選（ボーナス抽選を含む）と集中抽選が同時に行われる（ボーナス当選時は集中抽選を行わない）集中に当選した場合、次回シングルボーナス当選・消化時若しくは規定回数ゲーム後に集中突入する。
- 集中時は役抽選（ボーナス抽選を含む）とパンク抽選が同時に行われる（ボーナス当選時はパンク抽選を行わない。レギュラーボーナス当選時は集中継続・ビッグボーナス当選時はパンクとなる）
- 3枚掛け専用機ではないが、集中時に3枚未満でプレーするとパンク確率が大幅に上昇する。